# Geleijnssen (familienaam)
Geleijnssen is een familienaam met dragers verspreid over de Lage Landen. De grootste takken van de familie bevindt zich in België in het Hageland en in Nederland in Zeeland. Veel voorkomende varianten zijn Geleynse, Geleijnse en Geleijns.

## Etymologie
Geleijn(s) stond in Nederland meer bekend als een voornaam in de late middeleeuwen en renaissance. In Nederland, specifieke in Zeeland, werd soms de voornaam van de vader als achternaam gebruikt. Dit is een verklaring van de Nederlandse varianten Geleijnssen of Geleynsz (Geleijns' zoon) en Geleijnsdr (Geleijns' dochter). Bij de familie Geleijnse(n) bleef de achternaam sinds het begin van de 16e eeuw al onveranderd, in tegenstelling tot andere Zee- en Hollanders. In die tijd waren vaste familienamen nog niet bepaald ingeburgerd zoals in de Zuidelijkere Nederlanden.
Geleijn komt van de Franse voornaam Ghislain, wat een Vlaamse verbastering is van de Germaanse woorden giso en gîsil wat speer of van edele afkomst betekent. De symboliek achter een speer is macht, specifieker zelfs politieke macht. Deze edele of gegoede afkomst kan kloppen aangezien de achternaam al vroeg werd behouden, wat meer het gebruik was voor de gegoede burgerij en ook huwden vele vrouwelijke Geleijnse's met allerlei lokale functionarissen zoals meiers, schouten en baljuws onder het Zeelandse en Hollandse land.
Wat vast staat is dat ze verspreid waren over het hertogdom Brabant en de graafschappen Artesië, Vlaanderen en Zeeland. Heden treft men de familienaam alleen nog veelvuldig aan Zeeland en Noord-Brabant (Nederland).

### Evolutie van de familienaam
De oudste bewaarde opgetekende versie van de naam is Geleijnssen in het einde van de 15e eeuw. Daarna werd dit Geleijnse, maar al snel met de verspreiding van de familie kwamen er meerdere varianten.
- Geleijnssen
  - Geleijnse (Zeelandse tak)
    - Geleijns
      - Gellens
      - Geleynse (Canadese tak)

## Wapenschild

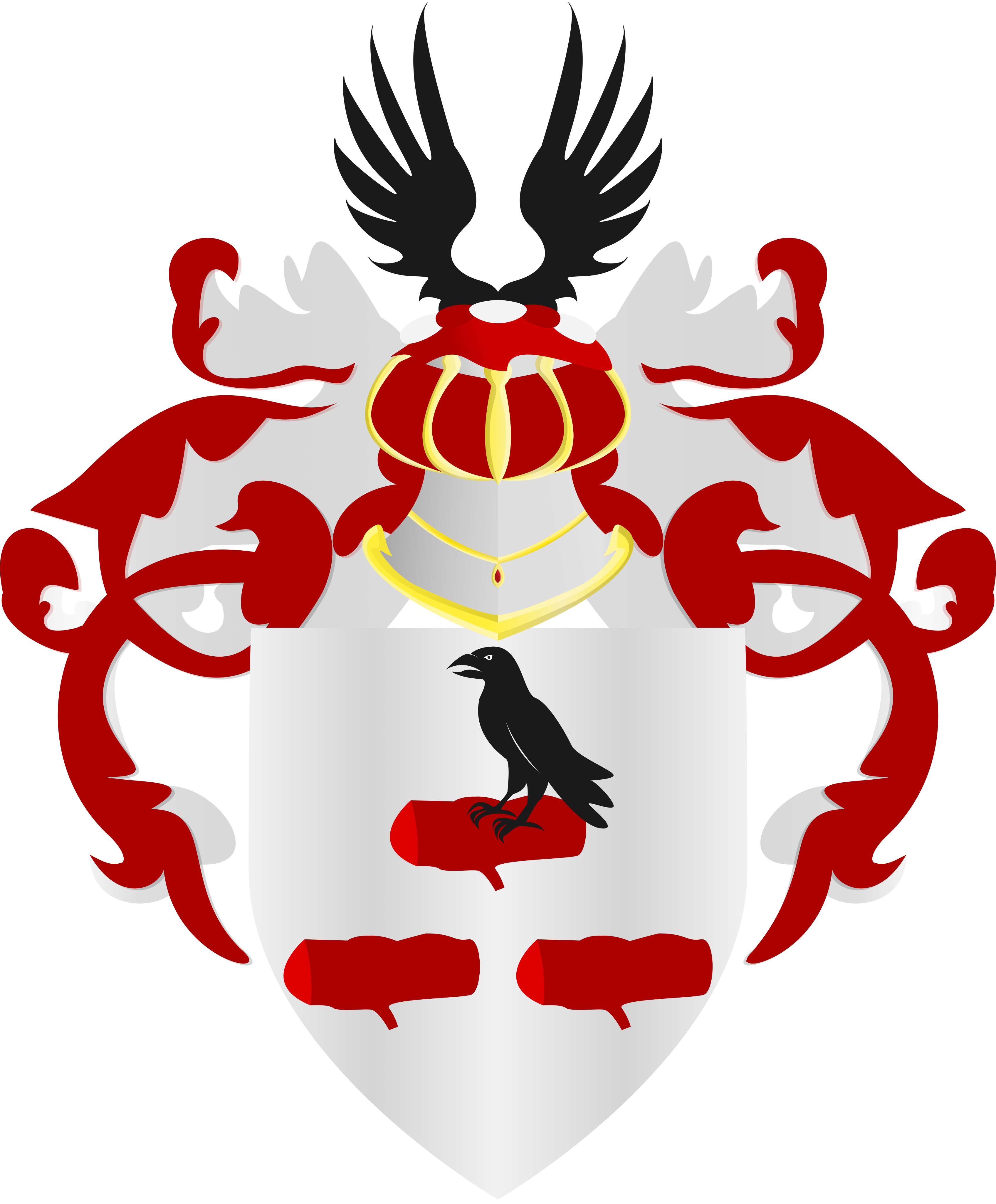
Het familiewapen van de Zeelandse familie Geleijnse

Het wapenschild van de uit Zeeland afkomstige familie bestaat uit, zoals beschreven in de Armorial Général van de Nederlandse heraldicus Johannes Rietstap onder de naam Geleynsen:

D'argent, à trois poutres cilindriques de gueules, posées en fasces, 1 et 2, acc. d'une corneille de sable, perchée sur la poutre supérieure.

Wat betekent: Argenten (wit) blazoen, bekleed met drie cilindervormige kelen (rode) balken, verdeeld in vlakken, 1 en 2, vergezeld met een zwarte kraai, boven op de bovenste balk.

## Nederland
De oudste vermelding gemaakt dateert van het einde van de 15e eeuw in Nederland, meer bepaald Zeeland, waar ene Geleijn Adriaan Vermolen wordt genoemd, hij is de vader van Cornelis Coman Leyns die op zijn beurt vader is van diverse kinderen met de familienaam Geleijnse(n). Geleijn Adriaan Vermolen wordt hierdoor gezien als de stamvader van alle personen met de familienaam Geleijnssen of varianten, aangezien de verspreiding van de familienaam kleinschalig is en het aantal van de dragers niet zeer hoog ligt gaat men ervan uit dat het één familie is met één stamvader.
De familienaam komt ook voor in het zuiden van Nederland. Het merendeel van de familie situeerde zich historisch rond Etten. Daar waren het ambachtenaren die het beroep van schrijnwerker uitoefenden. Het is mogelijk dat de oorsprong van de familienaam zich hier bevindt gezien hier de oudste vermeldingen van de familienaam vermeld werden. Reeds in het begin van de 16e eeuw werd melding gemaakt van den meester houtbewerker, Anthonis Cornelis Geleijnssen. Hieruit blijft dat de familie tot de burgerij behoorde en de status van meester hadden in het beroep van schrijnwerker.

## Frankrijk
In het Franse Noorderdepartement, komt, of beter kwam, de familienaam voor. In bronnen van de 17e eeuw wordt melding gemaakt van diverse personen met de familienaam Geleijns in de geboorteregisters van Warhem. Vermoedelijk verhuisde de familie geleidelijk aan van Zeeland naar wat nu de Belgische kust is en trokken ze daarna over de Franse grens. Rond de 18e eeuw duiken terug vele naamdragers op in West-Vlaanderen.

## Familienaamdragers
- Bastiaan Geleijnse, Nederlands journalist, columnist en cabaretier
- Joel Geleynse, Canadees singer-songwriter